# Demonstration for Autonomous Rendezvous Technology

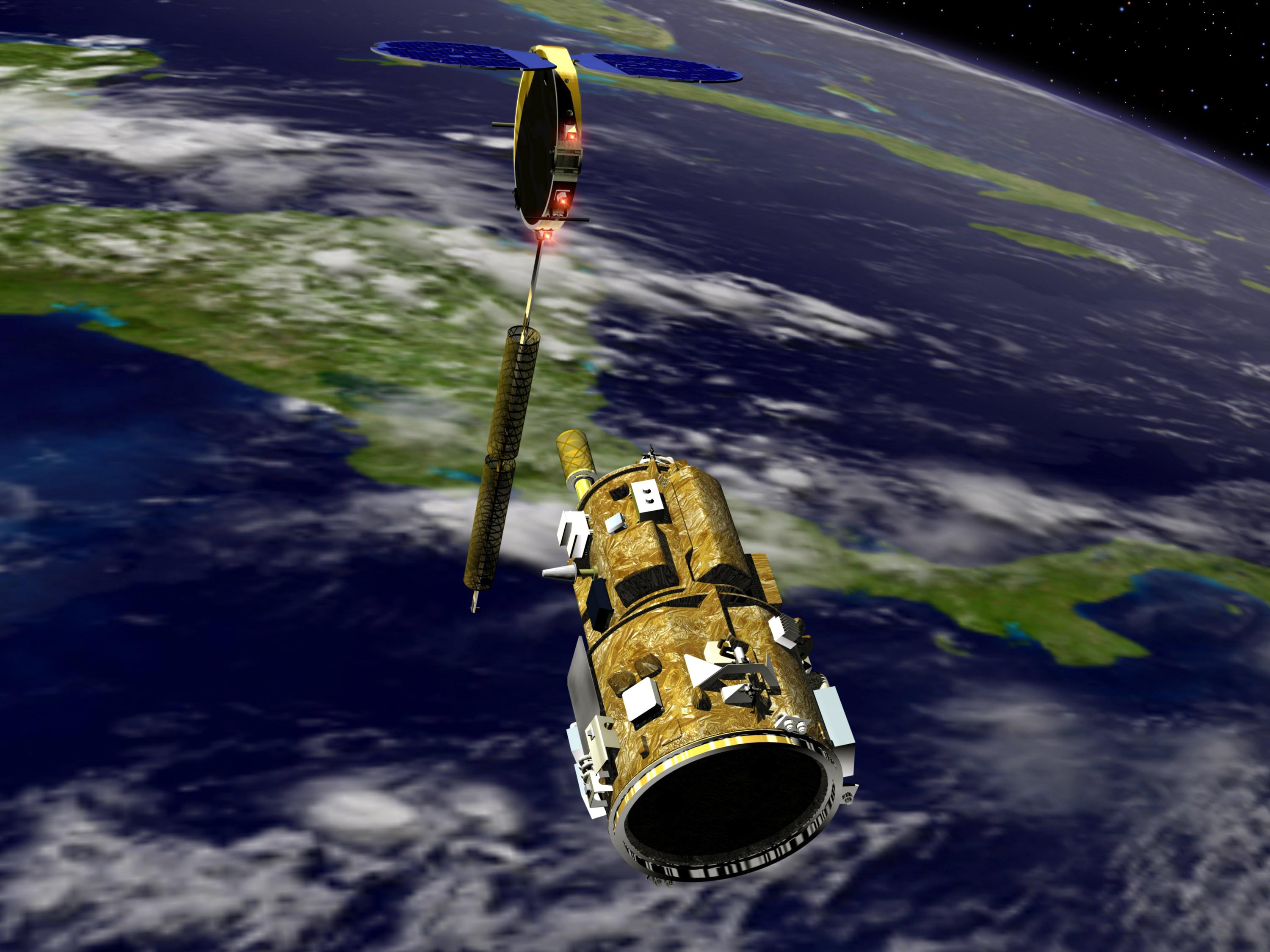
DART (unten) nähert sich dem MUBLCOM Zielsatelliten

Demonstration for Autonomous Rendezvous Technology (engl. für Demonstrator für autonome Andocksysteme), kurz DART, war ein von der NASA finanziertes Projekt. Es hatte zum Ziel, automatische Navigations- und Andocksysteme zu entwickeln und sie anhand des Militärsatelliten MUBLCOM zu testen. Dabei sollte sich der Satellit vollautomatisch dem Zielsatelliten nähern. Um diese Operation durchzuführen, verfügte DART über Laserentfernungsmesser und eine Kamera, deren Daten er zum Berechnen des Annäherungskurses verwendete.
Der DART-Satellit wurde vom US-amerikanischen Unternehmen Orbital Sciences Corporation gebaut, gestartet und betrieben. DART wurde am 15. April 2005 mit einer Pegasus-XL-Rakete gestartet, die von einer L-1011 über der Point Arguello Western Air Drop Zone abgeworfen wurde. DART näherte sich wie geplant an sein Ziel an, verbrauchte jedoch mehr Treibstoff als geplant und brach die für eine Dauer von 24 Stunden geplante Mission bereits nach 11 Stunden ab.
Die NASA veröffentlichte am 15. Mai 2006 einen Untersuchungsbericht zur fehlgeschlagenen DART-Mission. Darin wurde bekanntgegeben, dass der Satellit sich zuerst seinem Rendezvous-Partner MUBLCOM, einem militärischen Satelliten offiziell nicht bekanntgegebener Funktion, der ebenfalls durch die Orbital Sciences Corporation betrieben wurde, wie geplant näherte. Die Umschaltung von GPS-Navigation auf einen Videosensor erfolgte ebenfalls problemlos, obwohl zu diesem Zeitpunkt schon mehr Treibstoff als geplant verwendet worden war. Der Videosensor lieferte wie vorgesehen nur Richtungsinformationen für den Zielsatelliten. Erst später sollten auch Entfernungs- und Lagedaten übertragen werden. Dies erfolgte jedoch nicht, weil die Software einen Reset aufgrund zu großer Abweichung zwischen gemessenen und geplanten Daten durchführte. Nach dem Reset war wieder der GPS-Empfänger in Betrieb, der jedoch relativ ungenau war und die Steuerung nicht mit exakten Daten versorgen konnte. Dies führte in Abständen von drei Minuten zu wiederholten Resets der Steuerungssoftware, zwischen denen die Steuerung versuchte, durch Zünden der Triebwerke gemessene und geplante Position in Einklang zu bringen. Zwar sprang noch ein System an, das eine Kollision abwenden sollte, aber aufgrund der unzulänglichen Daten konnte es den Zusammenprall der beiden Satelliten nicht verhindern. MUBLCOM wurde dadurch in eine leicht höhere Umlaufbahn gestoßen, erlitt aber keinen Schaden und war nach einem Systemneustart wieder betriebsbereit.
DART detektierte danach, dass der Treibstoffvorrat fast erschöpft war, leitete das vorhergesehene Rückzugmanöver ein und verbrauchte den restlichen Treibstoff, um die Umlaufbahn abzusenken und so die Verweildauer im Orbit zu verkürzen. Am 7. Mai 2016 verglühte DART beim Wiedereintritt in die Erdatmosphäre.
Das Projekt kostete 110 Millionen Dollar.
Eine ähnliche Aufgabenstellung wie DART hatte der zeitgleich von der US Air Force entwickelte Satellit XSS 11.